# Layla and Other Assorted Love Songs
Layla and Other Assorted Love Songs è il primo album del gruppo Derek and the Dominos, pubblicato nel 1970. L'album è anche l'unico lavoro in studio pubblicato dal gruppo di New York.

## Tracce
1. I Looked Away - 3:05 - (Eric Clapton, Bobby Whitlock)
2. Bell Bottom Blues - 5:02 - (Clapton)
3. Keep on Growing - 6:21 - (Clapton, Whitlock)
4. Nobody Knows You When You're Down and Out - 4:57 - (Jimmy Cox)
5. I Am Yours - 3:34 - (Clapton)
6. Anyday - 6:35 - (Clapton, Whitlock)
7. Key to the Highway - 9:40 - (Charles Segar, Willie Broonzy)
8. Tell the Truth - 6:39 - (Clapton, Whitlock)
9. Why Does Love Got to Be So Sad? - 4:41 - (Clapton, Whitlock)
10. Have You Ever Loved a Woman - 6:52 - (Billy Myles)
11. Little Wing - 5:33 - (Jimi Hendrix)
12. It's Too Late - 3:47 - (Chuck Willis)
13. Layla - 7:04 - (Clapton, Jim Gordon)
14. Thorn Tree in the Garden - 2:53 - (Whitlock)

### Formazione
- Eric Clapton - chitarra e voce
- Bobby Whitlock - tastiera
- Carl Radle - basso
- Jim Gordon - batteria
- Duane Allman - chitarra slide (su tutte le tracce tranne le 1, 2 e 3)